# Bigènere

La bandera de l'orgull bigènere

Bigènere, bi-gènere o gènere dual és una identitat de gènere que inclou qualssevol de les dues identitats i comportaments de gènere. Alguns individus bigènere expressen dos rols diferents, que poden ser masculí, femení, genderqueer, androgin o qualsevol altra; d'altres s'identifiquen amb els dos gèneres de manera simultània. Una enquesta duta a terme el 1999 pel Departament de Salut Pública de San Francisco observà que, entre la comunitat transgènere, menys del 3% dels que havien estat assignats com a homes en el seu naixement i menys del 8% dels que foren assignats dones s'identificaven com a bigènere.

## Descripció
La identificació com a bigènere s'entén com que una persona s'identifica tant com a home com a dona, o bé que es mou entre les expressions de gènere masculina i femenina, amb pocs matisos intermedis. És diferent dels que s'identifiquen com a gènere fluid, ja que aquests no poden moure's entre identitats de gènere fixes i poden experimentar tot un rang o espectre d'identitats al llarg del temps.

## Alternança de la incongruència de gènere
L'any 2012, els investigadors Vilayanur S. Ramachandran i Laura K. Case varen estudiar un subconjunt de persones bigèneres que informaven que les interrupcions de gènere eren normalment indesitjades i involuntàries, i que es donaven quan que han informat que interruptors dins el gènere és típicament indesitjat i involuntari i que es produïen quan l'individu preferia romandre en l'altre gènere. L'anomenaren Alternança de la incongruència de gènere (AIG). No hi ha cap indicació que l'AIG sigui un tipus comú de bigenerisme i l'estudi no intentà estudiar el grup més ample de persones bigènere que no tenen AIG.

Case i Ramachandan postulen que el bigenerisme AIG té una base biològica, relacionada amb el funcionament anormal dels lòbuls o el canvi de dominància entre hemisferis.

Ramachandran i Case va teoritzar que l'alternança d'estats de gènere en persones amb AIG no és només s'explica per la naturalesa socialment construïda del gènere. Més de la meitat informaren dels individus de l'estudi informaren d'experiències de "membre fantasma", com ereccions fantasma quan el seu propi cos no tenia penis. Els que informaren d'aquestes sensacions els valoraren d'intensitat moderada (una mitjana de 2,9 en una escala de 5 punts). L'estudi també revela un elevat nombre de persones amb trastorn bipolar (9 de 32). A més, els casos d'ambidextrisme entre els enquestats AIG foren més elevats.
D'acord amb Case i Ramachandan, aquests descobriments suggereixen que hi ha una base biològica per al fenomen del bigenerisme AIG, motiu pel qual plantegen la hipòtesi que això podria correspondre a un grau inusual de canvi d'hemisferi, o quan la dominància canvia d'un hemisferi a un altre durant un mateix comportament, així com la supressió callosa del mapa corporal del sexe apropiat en el còrtex parietal i les seves connexions recíproques amb l'ínsula i l'hipotàlem. Proposen que la coordinació entre canvis en la connectivitat cerebral, la resposta autònoma, l'alliberament hormonal i la representació dinàmica del gènere corporal podrien crear el sentit de l'alternança de gènere experimentada per molts individus bigènere.